# Primera Ronda Eliminatoria a la Eurocopa Sub-17 2008
La Primera Ronda Eliminatoria a la Eurocopa Sub-17 2008 contó con la participación de 52 selecciones infantiles de Europa para definir a los 28 clasificados a la Ronda Élite a la Eurocopa Sub-17 2008.

## Grupo 1
Los partidos se jugaron en Suiza.
| País       | J | G | E | P | GF | GC | GD | Pts |
| ---------- | - | - | - | - | -- | -- | -- | --- |
| Suiza      | 3 | 3 | 0 | 0 | 10 | 1  | +9 | 9   |
| Grecia     | 3 | 1 | 1 | 1 | 5  | 4  | +1 | 4   |
| Luxemburgo | 3 | 1 | 1 | 1 | 4  | 7  | -3 | 4   |
| Kazajistán | 3 | 0 | 0 | 3 | 3  | 10 | -7 | 0   |

| 19 de octubre de 2007 | Grecia   | 1 - 1   | Luxemburgo   | Campo Al Ram, Bodio       |                           |
|                       | Bossi 5' | Reporte | Soiledis 32' | Árbitro(s): Fariz Yusifov | Árbitro(s): Fariz Yusifov |

| 19 de octubre de 2007 | Suiza                                         | 4 - 0   | Kazajistán | Cornaredo Stadium, Lugano    |                              |
|                       | Daprelà 5', 80' · Zuber 42' · Ben Khalifa 54' | Reporte |            | Árbitro(s): Anders Hermansen | Árbitro(s): Anders Hermansen |

| 21 de octubre de 2007 | Grecia                              | 3 - 1   | Kazajistán     | Cornaredo Stadium, Lugano    |                              |
|                       | Angeloudis 2' 6' · Niklitsiotis 68' | Reporte | Prokopenko 33' | Árbitro(s): Ghennadi Sidenco | Árbitro(s): Ghennadi Sidenco |

| 21 de octubre de 2007 | Luxemburgo | 0 - 4   | Suiza                                         | Comunale, Ascona          |                           |
|                       |            | Reporte | Sabedini 20' · Rebronja 37' · Aratore 53' 70' | Árbitro(s): Fariz Yusifov | Árbitro(s): Fariz Yusifov |

| 24 de octubre de 2007 | Suiza                     | 2 - 1   | Grecia         | Campo Al Ram, Bodio          |                              |
|                       | Khalifa 55' · Mehmedi 75' | Reporte | Tachtsidis 60' | Árbitro(s): Anders Hermansen | Árbitro(s): Anders Hermansen |

| 24 de octubre de 2007 | Kazajistán                 | 2 - 3   | Luxemburgo                         | Comunale, Ascona             |                              |
|                       | Derkach 50' · Chumakov 70' | Reporte | Pedro 34' · Bossi 51' · Malget 74' | Árbitro(s): Ghennadi Sidenco | Árbitro(s): Ghennadi Sidenco |

## Grupo 2
Los partidos se jugaron en Polonia.
| País                | J | G | E | P | GF | GC | GD | Pts |
| ------------------- | - | - | - | - | -- | -- | -- | --- |
| Austria             | 3 | 2 | 0 | 1 | 7  | 5  | +2 | 6   |
| Noruega             | 3 | 1 | 1 | 1 | 6  | 4  | +2 | 4   |
| Polonia             | 3 | 1 | 1 | 1 | 4  | 2  | +2 | 4   |
| Macedonia del Norte | 3 | 1 | 0 | 2 | 4  | 10 | -6 | 3   |

| 1 de octubre de 2007 | Austria                                            | 4 - 2   | Noruega                     | Sports and Recreational Facility Complex, Niechorze |                               |
|                      | Tiffner 10' · Schütz 41' · Weimann 55' · Mally 66' | Reporte | Johnsen 27' · Balstad 90+2' | Árbitro(s): Alexandru Deaconu                       | Árbitro(s): Alexandru Deaconu |

| 1 de octubre de 2007 | Polonia                                           | 4 - 1   | Macedonia del Norte | City Stadium, Trzebiatow     |                              |
|                      | Czajkowski 31' · Lazicki 50' · Duchnowski 61' 76' | Reporte | Sabani 13'          | Árbitro(s): Hristo Ristoskov | Árbitro(s): Hristo Ristoskov |

| 3 de octubre de 2007 | Noruega | 0 - 0   | Polonia | Sports and Recreational Facility Complex, Niechorze |                              |
|                      |         | Reporte |         | Árbitro(s): Hristo Ristoskov                        | Árbitro(s): Hristo Ristoskov |

| 3 de octubre de 2007 | Austria              | 2 - 3   | Macedonia del Norte            | City Stadium, Trzebiatow  |                           |
|                      | Ildiz 22' · Ivos 75' | Reporte | Sabani 45+1', 59' · Markov 46' | Árbitro(s): Hannes Kaasik | Árbitro(s): Hannes Kaasik |

| 6 de octubre de 2007 | Polonia | 0 - 1   | Austria  | Sports and Recreational Facility Complex, Niechorze |                               |
|                      |         | Reporte | Klem 16' | Árbitro(s): Alexandru Deaconu                       | Árbitro(s): Alexandru Deaconu |

| 6 de octubre de 2007 | Macedonia | 0 - 4   | Noruega                         | City Stadium, Trzebiatow  |                           |
|                      |           | Reporte | Møvik 62' 67' 72' · Ibrahim 73' | Árbitro(s): Hannes Kaasik | Árbitro(s): Hannes Kaasik |

## Grupo 3
Los partidos se jugaron en Escocia.
| País          | J | G | E | P | GF | GC | GD  | Pts |
| ------------- | - | - | - | - | -- | -- | --- | --- |
| Eslovaquia    | 3 | 3 | 0 | 0 | 11 | 0  | +11 | 9   |
| Escocia       | 3 | 2 | 0 | 1 | 13 | 5  | +8  | 6   |
| Bielorrusia   | 3 | 1 | 0 | 2 | 6  | 8  | -2  | 3   |
| Liechtenstein | 3 | 0 | 0 | 3 | 1  | 18 | -17 | 0   |

| 19 de septiembre de 2007 | Bielorrusia                                                   | 5 - 1 | Liechtenstein    | Bayview Stadium, Methil |  |
|                          | Erchik 30' 35' · Butskevich 49' · Karostsik 69' · Pyatrow 77' |       | Kugan 62' (a.g.) |                         |  |

| 19 de septiembre de 2007 | Escocia | 0 - 4   | Eslovaquia                               | Stark's Park, Kirkcaldy,     |                              |
|                          |         | Reporte | Mak 18' 68' · Klabník 40' · Vavrík 45+1' | Árbitro(s): Thomas Vejlgaard | Árbitro(s): Thomas Vejlgaard |

| 21 de septiembre de 2007 | Bielorrusia | 0 - 2   | Eslovaquia                              | Bayview Stadium, Methil     |                             |
|                          |             | Reporte | Erchik 18' (a.g.) · Kravchuk 80' (a.g.) | Árbitro(s): Ninoslav Spasic | Árbitro(s): Ninoslav Spasic |

| 21 de septiembre de 2007 | Liechtenstein | 0 - 8   | Escocia                                                                          | Almondvale Stadium, Livingston  |                                 |
|                          |               | Reporte | Beck 11' (a.g.) · Fitzharris 16' 47' · Love 23' 65' · Smith 31' 49' · McHugh 80' | Árbitro(s): Christopher Lautier | Árbitro(s): Christopher Lautier |

| 24 de septiembre de 2007 | Escocia                                           | 5 - 1   | Bielorrusia   | Broadwood Stadium, Cumbernauld |                              |
|                          | Smith 17' · Fitzharris 41' · Campbell 43' 63' 80' | Reporte | Yerchyk 80+1' | Árbitro(s): Thomas Vejlgaard   | Árbitro(s): Thomas Vejlgaard |

|  | Eslovaquia                                            | 5 - 0   | Liechtenstein | Stark's Park, Kirkcaldy         |                                 |
|  | Moravčík 33' · Mak 38' 59' · Žilák 73' · Vavrík 90+1' | Reporte |               | Árbitro(s): Christopher Lautier | Árbitro(s): Christopher Lautier |

## Grupo 4
Los partidos se jugaron en Andorra.
| País       | J | G | E | P | GF | GC | GD  | Pts |
| ---------- | - | - | - | - | -- | -- | --- | --- |
| España     | 3 | 2 | 1 | 0 | 11 | 2  | +9  | 7   |
| Gales      | 3 | 2 | 1 | 0 | 7  | 3  | +4  | 7   |
| Andorra    | 3 | 1 | 0 | 2 | 3  | 4  | -1  | 3   |
| San Marino | 3 | 0 | 0 | 3 | 1  | 13 | -12 | 0   |

| 1 de octubre de 2007 | España                                                            | 6 - 0   | San Marino | Estadio Comunal, Andorra la Vieja |                           |
|                      | Dani Pacheco 16' 40' 90+3' · Alcântara 45+3' 46' · Vallecillo 66' | Reporte |            | Árbitro(s): Petur Reinert         | Árbitro(s): Petur Reinert |

| 1 de octubre de 2007 | Gales     | 1 - 0   | Andorra | Estadio Comunal, Andorra la Vieja |                                |
|                      | Mason 61' | Reporte |         | Árbitro(s): Dragomir Stanković    | Árbitro(s): Dragomir Stanković |

| 3 de octubre de 2007 | España                                 | 3 - 0   | Andorra | Estadio Comunal, Andorra la Vieja |                       |
|                      | Vidal 10' · Alcântara 45+3' · Keko 58' | Reporte |         | Árbitro(s): Mario Vlk             | Árbitro(s): Mario Vlk |

| 3 de octubre de 2007 | San Marino         | 1 - 4   | Gales                                 | Estadio Comunal, Andorra la Vieja |                           |
|                      | Dolcini 74' (pen.) | Reporte | Howard 3' · Davey 22' · Evans 29' 71' | Árbitro(s): Petur Reinert         | Árbitro(s): Petur Reinert |

| 6 de octubre de 2007 | Gales                           | 2 - 2   | España       | Estadio Comunal, Andorra la Vieja |                       |
|                      | Howard 45' · Morales 60' (a.g.) | Reporte | Keko 27' 76' | Árbitro(s): Mario Vlk             | Árbitro(s): Mario Vlk |

| 6 de octubre de 2007 | Andorra           | 3 - 0   | San Marino | Estadio Comunal, Andorra la Vieja |                                |
|                      | Valls 43' 47' 69' | Reporte |            | Árbitro(s): Dragomir Stanković    | Árbitro(s): Dragomir Stanković |

## Grupo 5
Los partidos se jugaron en Irlanda.
| País      | J | G | E | P | GF | GC | GD | Pts |
| --------- | - | - | - | - | -- | -- | -- | --- |
| Irlanda   | 3 | 3 | 0 | 0 | 6  | 1  | +5 | 9   |
| Dinamarca | 3 | 1 | 1 | 1 | 3  | 3  | 0  | 4   |
| Eslovenia | 3 | 0 | 2 | 1 | 2  | 3  | -1 | 2   |
| Ucrania   | 3 | 0 | 1 | 2 | 2  | 6  | -4 | 1   |

| 14 de septiembre de 2007 | Dinamarca    | 1 - 1   | Eslovenia | Athlone Town Stadium, Athlone |                       |
|                          | Andersen 17' | Reporte | Berič 15' | Árbitro(s): Jiri Jech         | Árbitro(s): Jiri Jech |

| 14 de septiembre de 2007 | Ucrania       | 1 - 3   | Irlanda                                    | Terryland Park, Galway |  |
|                          | Kartushov 29' | Reporte | Hourihane 34' · Sheppard 72' · Gunning 74' |                        |  |

| 16 de septiembre de 2007 | Eslovenia | 1 - 1   | Ucrania       | Flancare Park, Longford |  |
|                          | Arčon 75' | Reporte | Sylantyev 56' |                         |  |

| 16 de septiembre de 2007 | Dinamarca | 0 - 2   | Irlanda                  | Athlone Town Stadium, Athlone |                          |
|                          |           | Reporte | Doran 31' · Connolly 40' | Árbitro(s): Audrius Žuta      | Árbitro(s): Audrius Žuta |

| 19 de septiembre de 2007 | Ucrania | 0 - 2   | Dinamarca                 | Terryland Park, Galway |  |
|                          |         | Reporte | Sarić 27' · Christens 73' |                        |  |

| 19 de septiembre de 2007 | Irlanda         | 1 - 0   | Eslovenia | Flancare Park, Longford |  |
|                          | Hourihane 90+1' | Reporte |           |                         |  |

## Grupo 6
Los partidos se jugaron en Alemania.
| País        | J | G | E | P | GF | GC | GD  | Pts |
| ----------- | - | - | - | - | -- | -- | --- | --- |
| Alemania    | 3 | 1 | 2 | 0 | 10 | 2  | +8  | 5   |
| Rumania     | 3 | 1 | 2 | 0 | 2  | 1  | +1  | 5   |
| Suecia      | 3 | 1 | 1 | 1 | 6  | 4  | +2  | 4   |
| Islas Feroe | 3 | 0 | 1 | 2 | 2  | 13 | -11 | 1   |

| 25 de octubre de 2007 | Alemania                                                                                                | 8 - 0   | Islas Feroe | Albstadion, Heidenheim |                       |
|                       | Kroos 14' 43' 47' · Stiepermann 19' · V. Davidsen 52' (a.g.) · Zellner 57' · Baştürk 59' · Hartmann 71' | Reporte |             | Árbitro(s): Matej Jug  | Árbitro(s): Matej Jug |

| 25 de octubre de 2007 | Rumania    | 1 - 0   | Suecia | Stadion im Stauferpark, Donauwörth |                              |
|                       | Stoian 32' | Reporte |        | Árbitro(s): Albert Toussaint       | Árbitro(s): Albert Toussaint |

| 27 de octubre de 2007 | Islas Feroe | 0 - 0   | Rumania | Stadion am Schlüsselhäuser Kreuz, Aindling |                       |
|                       |             | Reporte |         | Árbitro(s): Matej Jug                      | Árbitro(s): Matej Jug |

| 27 de octubre de 2007 | Alemania    | 1 - 1   | Suecia    | Gerd-Müller-Stadion, Nördlingen |                         |
|                       | Zellner 75' | Reporte | Söder 70' | Árbitro(s): Bas Nijhuis         | Árbitro(s): Bas Nijhuis |

| 30 de octubre de 2007 | Rumania     | 1 - 1   | Alemania  | Scholz-Arena, Aalen     |                         |
|                       | Matei 90+3' | Reporte | Kroos 25' | Árbitro(s): Bas Nijhuis | Árbitro(s): Bas Nijhuis |

| 30 de octubre de 2007 | Suecia                               | 5 - 2   | Islas Feroe                    | Gerd-Müller-Stadion, Nördlingen |                              |
|                       | Mustafa 24' 71' · Aziz 33', 64', 77' | Reporte | Sørensen 68' · V. Davidsen 78' | Árbitro(s): Albert Toussaint    | Árbitro(s): Albert Toussaint |

## Grupo 7
Los partidos se jugaron en Serbia.
| País     | J | G | E | P | GF | GC | GD | Pts |
| -------- | - | - | - | - | -- | -- | -- | --- |
| Israel   | 3 | 2 | 1 | 0 | 5  | 1  | +4 | 7   |
| Serbia   | 3 | 2 | 0 | 1 | 4  | 2  | +2 | 6   |
| Islandia | 3 | 1 | 0 | 2 | 1  | 4  | -3 | 3   |
| Lituania | 3 | 0 | 1 | 2 | 0  | 3  | -3 | 1   |

| 27 de septiembre de 2007 | Serbia        | 1 - 0   | Islandia | Čika Dača, Kragujevac     |                           |
|                          | Stevanović 3' | Reporte |          | Árbitro(s): Mihaly Fabian | Árbitro(s): Mihaly Fabian |

| 27 de septiembre de 2007 | Israel | 0 - 0   | Lituania | City Stadium, Jagodina |                        |
|                          |        | Reporte |          | Árbitro(s): Alan Black | Árbitro(s): Alan Black |

| 29 de septiembre de 2007 | Serbia          | 2 - 0   | Lituania | City Stadium, Jagodina     |                            |
|                          | Aleksić 39' 72' | Reporte |          | Árbitro(s): Lasha Silagava | Árbitro(s): Lasha Silagava |

| 29 de septiembre de 2007 | Islandia | 0 - 3   | Israel | Čika Dača, Kragujevac     |                           |
|                          |          | Reporte |        | Árbitro(s): Mihaly Fabian | Árbitro(s): Mihaly Fabian |

| 2 de octubre de 2007 | Israel                     | 2 - 1   | Serbia        | Čika Dača, Kragujevac      |                            |
|                      | Atadjanov 33' · Ghadir 75' | Reporte | Stevanović 7' | Árbitro(s): Lasha Silagava | Árbitro(s): Lasha Silagava |

| 2 de octubre de 2007 | Lituania | 0 - 1   | Islandia   | City Stadium, Jagodina |                        |
|                      |          | Reporte | Finsen 57' | Árbitro(s): Alan Black | Árbitro(s): Alan Black |

## Grupo 8
Los partidos se jugaron del 24 al 29 de septiembre.
| País     | J | G | E | P | GF | GC | GD | Pts |
| -------- | - | - | - | - | -- | -- | -- | --- |
| Croacia  | 3 | 2 | 1 | 0 | 6  | 0  | +6 | 7   |
| Hungría  | 3 | 2 | 1 | 0 | 4  | 0  | +4 | 7   |
| Georgia  | 3 | 1 | 0 | 2 | 5  | 7  | -2 | 3   |
| Bulgaria | 3 | 0 | 0 | 3 | 2  | 10 | -8 | 0   |

| Equipo 1 | Resultado | Equipo 2 |
| -------- | --------- | -------- |
| Croacia  | 4-0       | Georgia  |
| Hungría  | 3-0       | Bulgaria |
| Georgia  | 0-1       | Hungría  |
| Croacia  | 2-0       | Bulgaria |
| Hungría  | 0-0       | Croacia  |
| Bulgaria | 2-5       | Georgia  |

## Grupo 9
Los partidos se jugaron del 1 al 6 de octubre.
| País                 | J | G | E | P | GF | GC | GD | Pts |
| -------------------- | - | - | - | - | -- | -- | -- | --- |
| Bosnia y Herzegovina | 3 | 2 | 0 | 1 | 2  | 2  | 0  | 6   |
| Rusia                | 3 | 1 | 2 | 0 | 4  | 2  | +2 | 5   |
| Azerbaiyán           | 3 | 0 | 2 | 1 | 3  | 4  | -1 | 2   |
| Finlandia            | 3 | 0 | 2 | 1 | 3  | 4  | -1 | 2   |

| Equipo 1             | Resultado | Equipo 2             |
| -------------------- | --------- | -------------------- |
| Finlandia            | 0-1       | Bosnia y Herzegovina |
| Rusia                | 1-1       | Azerbaiyán           |
| Azerbaiyán           | 2-2       | Finlandia            |
| Bosnia y Herzegovina | 0-2       | Rusia                |
| Rusia                | 1-1       | Finlandia            |
| Azerbaiyán           | 0-1       | Bosnia y Herzegovina |

## Grupo 10
Los partidos se jugaron del 23 al 28 de octubre.
| País         | J | G | E | P | GF | GC | GD | Pts |
| ------------ | - | - | - | - | -- | -- | -- | --- |
| Países Bajos | 3 | 3 | 0 | 0 | 7  | 1  | +6 | 9   |
| Francia      | 3 | 2 | 0 | 1 | 7  | 1  | +6 | 6   |
| Letonia      | 3 | 0 | 1 | 2 | 2  | 5  | -3 | 1   |
| Albania      | 3 | 0 | 1 | 2 | 1  | 10 | -9 | 1   |

| Equipo 1     | Resultado | Equipo 2     |
| ------------ | --------- | ------------ |
| Francia      | 1-0       | Letonia      |
| Albania      | 0-3       | Países Bajos |
| Francia      | 6-0       | Albania      |
| Letonia      | 1-3       | Países Bajos |
| Países Bajos | 1-0       | Francia      |
| Albania      | 1-1       | Letonia      |

## Grupo 11
Los partidos se jugaron en Estonia.
| País       | J | G | E | P | GF | GC | GD  | Pts |
| ---------- | - | - | - | - | -- | -- | --- | --- |
| Inglaterra | 3 | 2 | 1 | 0 | 12 | 0  | +12 | 7   |
| Portugal   | 3 | 2 | 1 | 0 | 8  | 0  | +8  | 7   |
| Estonia    | 3 | 0 | 1 | 2 | 0  | 8  | -8  | 1   |
| Malta      | 3 | 0 | 1 | 2 | 0  | 12 | -12 | 1   |

| 21 de octubre de 2007 | Malta | 0 - 6   | Inglaterra                                             | Kadriorg Stadium, Tallinn  |                            |
|                       |       | Reporte | Donaldson 18' 68' · Delfouneso 22' 24' 56' · James 80' | Árbitro(s): Damien Ledentu | Árbitro(s): Damien Ledentu |

| 21 de octubre de 2007 | Portugal                     | 2 - 0   | Estonia | A. Le Coq Arena, Tallinn     |                              |
|                       | Rafael 28' · N. Oliveira 51' | Reporte |         | Árbitro(s): Magnus Thorisson | Árbitro(s): Magnus Thorisson |

| 23 de octubre de 2007 | Portugal                                          | 6 - 0   | Malta | Kadriorg Stadium, Tallinn    |                              |
|                       | Ferrão 4' 59' · Zahavi 11' 21' 73' · Carvalho 18' | Reporte |       | Árbitro(s): Magnus Thorisson | Árbitro(s): Magnus Thorisson |

| 23 de octubre de 2007 | Estonia | 0 - 6   | Inglaterra                                                                           | A. Le Coq Arena, Tallinn       |                                |
|                       |         | Reporte | James 10' · Delfouneso 33' · Briggs 38' · Parrett 55' · Wilshere 70' · Rodwell 90+4' | Árbitro(s): Nebojsa Rabrenovic | Árbitro(s): Nebojsa Rabrenovic |

| 26 de octubre de 2007 | Portugal | 0 - 0   | Inglaterra | Kadriorg Stadium, Tallinn  |                            |
|                       |          | Reporte |            | Árbitro(s): Damien Ledentu | Árbitro(s): Damien Ledentu |

| 26 de octubre de 2007 | Estonia | 0 - 0   | Malta | A. Le Coq Arena, Tallinn       |                                |
|                       |         | Reporte |       | Árbitro(s): Nebojsa Rabrenovic | Árbitro(s): Nebojsa Rabrenovic |

## Grupo 12
Los partidos se jugaron del 22 al 27 de octubre.
| País              | J | G | E | P | GF | GC | GD | Pts |
| ----------------- | - | - | - | - | -- | -- | -- | --- |
| Irlanda del Norte | 3 | 3 | 0 | 0 | 5  | 0  | +5 | 9   |
| Bélgica           | 3 | 2 | 0 | 1 | 5  | 1  | +4 | 6   |
| Moldavia          | 3 | 1 | 0 | 2 | 3  | 7  | -4 | 3   |
| Montenegro        | 3 | 0 | 0 | 3 | 1  | 6  | -5 | 0   |

| Equipo 1          | Resultado | Equipo 2          |
| ----------------- | --------- | ----------------- |
| Irlanda del Norte | 3-0       | Moldavia          |
| Montenegro        | 0-2       | Bélgica           |
| Irlanda del Norte | 1-0       | Montenegro        |
| Moldavia          | 0-3       | Bélgica           |
| Bélgica           | 0-1       | Irlanda del Norte |
| Montenegro        | 1-3       | Moldavia          |

## Grupo 13
Los partidos se jugaron del 2 al 7 de octubre.
| País            | J | G | E | P | GF | GC | GD  | Pts |
| --------------- | - | - | - | - | -- | -- | --- | --- |
| Italia          | 3 | 3 | 0 | 0 | 11 | 3  | +8  | 9   |
| República Checa | 3 | 2 | 0 | 1 | 14 | 3  | +11 | 6   |
| Chipre          | 3 | 1 | 0 | 2 | 4  | 15 | -11 | 3   |
| Armenia         | 3 | 0 | 0 | 3 | 2  | 10 | -8  | 0   |

| Equipo 1        | Resultado | Equipo 2        |
| --------------- | --------- | --------------- |
| Italia          | 2-1       | Armenia         |
| Chipre          | 0-8       | República Checa |
| Italia          | 7-1       | Chipre          |
| Armenia         | 1-5       | República Checa |
| República Checa | 1-2       | Italia          |
| Chipre          | 3-0       | Armenia         |